# أحمد الشريف (لاعب كرة قدم)
أحمد حسين الشريف لاعب كرة قدم سعودي ، يلعب كلاعب وسط لعب سابقاً في نادي الذهب.